# Marco Emilio Escauro (pretor)
Marco Emilio Escauro fue un político romano del siglo I a. C., hijo de Marco Emilio Escauro (padre).

## Familia y carrera política
Escauro perdió a su padre siendo muy joven, pero su educación fue asegurada gracias a varios amigos de la familia. Cneo Pompeyo Magno estuvo brevemente casado con su hermana, Emilia. Pompeyo se siguió tomando un gran interés en el joven incluso después de la muerte de su esposa.
Durante la tercera guerra mitridática, Pompeyo pidió a Escauro que se convirtiese en su tribuno militar, siendo por entonces Escauro un cuestor. Mientras Pompeyo combatía contra Tigranes en Armenia (otoño del 66 a. C.), envió a Escauro a Siria, llegando poco después de que los generales Lulio y Metelo hubieran tomado Damasco (65 a. C.). Tomando el mando de las fuerzas romanas en Siria, y después de haberse informado de la situación política de la zona, decidió por propia iniciativa intervenir en Judea. La región estaba envuelta en esos momentos en una sangrienta guerra civil entre los hermanos Hircano y Aristóbulo.
Tras sufrir un asedio por parte de Aretas III, rey de los Nabateos, Aristóbulo pidió ayuda a Pompeyo a través de Escauro, y ofreció un inmenso tributo. Una vez que Escauro convenció a Aretas para que terminase el asedio (64 a. C.), Aristóbulo acusó a Escauro de extorsión, pero Pompeyo, que confiaba en su cuñado, decidió dar Judea a su oponente, Hircano (63 a. C.).
En el año 62 a. C., cuando Pompeyo volvió a Roma, Escauro llevó la guerra a Petra, capital del reino Nabateo, pero finalizó el asedio tras recibir un pago de 300 talentos. En el año 58 a. C., como edil junto a Publio Plautio Hypseo, Escauro organizó los juegos edilicios, que fueron recordados durante mucho tiempo por su extravagancia.
Pretor en el año 56 a. C. y propretor en 55 a. C. en Cerdeña, Escauro fue apoyado por el primer triunvirato para el consulado, en el año 54 a. C., pero fue acusado de extorsión en su provincia. Escauro fue defendido por Cicerón, y absuelto a pesar de su obvia culpabilidad. En 53 a. C., sin embargo, fue acusado de ambitio (recibir sobornos) y terminó yéndose al exilio.
Las masacres de Escauro se mencionan en los rollos del Mar Muerto.
Según Plinio el Viejo, fue el principal coleccionista romano de gemas grabadas.

## Matrimonio y descendencia
Casado con Mucia Tercia, antigua esposa de Pompeyo, tuvieron un hijo también llamado Marco Emilio Escauro.